# 脑叶公司
《脑叶公司》是一款Rogue-Lite怪物管理模拟游戏，由韩国遊戲工作室Project Moon开发并发行，2018年4月9日登陸Microsoft Windows平台的Steam。游戏背景设定于反乌托邦的未来超自然世界。玩家将在一家名为“脑叶公司”的能源公司扮演称为“X”的新任主管，在监控室中指派员工为一個叫作“异想体”（환상체）的怪物工作，收集能源，同时结识人工智能助手Angela和各部门部长，探索脑叶公司背后的秘密。
Project Moon表示，《脑叶公司》灵感来源于多部小说、游戏和电影，例如SCP基金会、《林中小屋》和《第十三号仓库》。游戏玩法灵感来源于《动物园大亨》《模拟城市4》《地下城守护者》等等。
续作《廢墟圖書館》是一款牌組構築战略游戏，剧情接续《脑叶公司》真结局。于2021年8月在Windows和Xbox One上发布。

## 玩法
《脑叶公司》采用2D横截面视角，设定上来讲，玩家所见内容即为游戏内主管的监控面板。游戏主流程共50天，每天玩家都要开放或是扩张一个部门，从而安置新接收的异想体，并扩大游戏地图。每天的主要目标是收集足够的“腦啡肽”（엔케팔린），一种新型能源兼成瘾性药物。腦啡肽主要通过指派员工对異想體进行适当的工作，从而取悦异想体，使其产生脑啡肽。完成各部长的任务，可以获得增益和管理工具。
“异想体”是虚构的怪物，被限制在固定的收容间内。在对指派员工对异想体进行工作后，玩家可以逐步解锁主管须知，了解异想体的效应，避免损失或是利用这些性质。玩家也能从异想体中提取E.G.O装备来武装员工，增强员工实力。
员工拥有分为Ⅰ至Ⅴ级的四种品质，分别是勇气、谨慎、自律和正义。这些品质分别对应员工的最大生命值、最大精神值、工作成功率和速度、攻击和移动速度。要升级这四种品质，玩家可以使用每天获得的LOB点，也可指派员工对异想体进行对应工作，积累经验升级。
在游戏进程中，异想体可能出逃或是出现“考验”，使设施内出现敌对单位。此时玩家需要命令员工与其战斗，镇压或消灭敌对单位。
如果玩家不满当天的情况，可以在ESC菜单选择“重新开始这一天”，将设施回溯至当天开始时。玩家也可以选择“回到记忆库”，将设施回溯至“记忆库覆盖日”，并保留所有在此之间获得的E.G.O装备和异想体信息。

## 游戏设定

### 概念

#### 异想体
异想体是游戏虚构的怪物，一般是不同寻常的生物。类似于SCP基金会，每个异想体都有唯一的编号。异想体依照其危险程度被分级，这些级别名称来自希伯来字母。异想体一般被限制在固定的收容间内，在特定情况下可能逃出收容间，造成灾难。
异想体在脑叶公司世界观里大部分都是由人类的内心世界转化而成。

#### 部门与部长

游戏加载界面截图，可见明显对卡巴拉生命树的映射

脑叶公司中有十个部门，每个部门都有一名部长，被称为Sephirah。部长的名称和各部门的排列顺序来自倒置的卡巴拉生命树。游戏初期，Angela会谎称部长们为AI，而部长们在与“X”初次相遇时，都以人类形象出现。随着剧情推进，玩家将会得知，部长们实际上是只保留了大脑的义体人。“认知滤网”科技使部长们在“X”看来有人类的外观。在完成对部长的“核心抑制”后，认知滤网撤去，部长变为真实的方盒状样貌。

### 背景故事
《脑叶公司》的故事发生在虚构的世界观下。在这个世界观中，由于使用被称为“奇点”的强大科技，部分公司快速扩张，世界最终被二十六家超大型企业统治，这些企业称为“世界之翼”，玩家所在的脑叶公司是其中之一。
Carmen认为，在科技迅速发展的同时，人们的精神却日益颓丧。为了改变这一点，Carmen创立了一家研究所，开始实验。研究所后期，实验集中在药物方面。在此过程中，Carmen的同僚相继死亡。由于内部人员叛变，早已注意的最高统治者“首脑”严重破坏了研究所。在研究所废墟中，因轻敌而生命垂危的Garion被脑叶公司创立者“A”发现。随后烟霾战争爆发，“A”凭借从Garion脑中得到的发现，借机使脑叶公司成为世界之翼。

### 主线剧情
以主管“X”上任开始，脑叶公司的AI助手Angela将会指引“X”在设施中管理异想体，收集能源。随着天数推进，“X”将会结识各部门部长，了解他们的过往，并逐步熟悉脑叶公司。游戏开始后不久，一个自称“B”的通讯信号会联系“X”，警告后者不要相信身边的AI。“B”提供的“匹诺曹程序”揭示了Angela会说谎。后续剧情暗示Angela随后处理了“B”。在剧情中期，Angela会向“X”揭示后者的真实身份就是“A”，并恢复他的记忆，脑叶公司内的时间已被多次回溯的事实也被揭晓。随后，Angela揭示“X”所处的设施几乎在独立运行，目的是收集能源，发射“光之种”，完成Carmen改变人类的愿望。

#### 结局
《脑叶公司》有ABC结局和真结局一共四个结局。真结局发生于游戏第50天，光之种成功发射。但Angela此时出面争夺光之种，夺取了部分能量。Angela随后利用这些能量，在脑叶公司原址建立了一座“图书馆”，以邀请函的形式邀请来宾，将来宾转化为书籍，以此寻找安吉拉心中的“至理之书”。此结局也成为了续作《废墟图书馆》的开端。

## 开发与发行
在Gamemeca的一次访谈中，Project Moon总监金智勋称“自己追求有深度而黑暗的主题和氛围，所以想趁着做游戏时，做自己喜欢的东西。”并表示《星尘物语》给他留下了深刻印象，“有非常不同且特别的设定，故事情节也有一种身临其境的感觉，所以想制作这样的游戏。”最终创造了《脑叶公司》。金智勋还承认，在塑造人物方面，自己追求的就是“在追求明确欲望的过程中，与很多人联系在一起，反思自己并不断改变的立体人物。”
对于《脑叶公司》游戏类型上的灵感来源，金智勋表示有《动物园大亨》《模拟城市4》和《地下城守护者》，《脑叶公司》中玩家自己管理自己造成的灾难，这一要素就是受前两款游戏的启发。
2015年8月30日，《脑叶公司》于Tumblbug开始众筹。截至2015年10月31日，共筹得15083037韩元，为目标金额2000000韩元的754%。
2016年，《脑叶公司》的早期版本已经开发，被称为“Legacy版本”。在这个版本中，玩家可以对异想体进行“最终观测”，近距离接触异想体。此时的游戏相较正式版不仅画面上有所不同，内容上也更加复杂。
2016年2月27日，《脑叶公司》再次于Kickstarter开始众筹。在此时期，《脑叶公司》设定为成立于2020年的能源公司，目标是秘密利用异想体所带来的新型能源，减少碳排放。《脑叶公司》此时也加入了Steam“青睐之光”，不过不久后，青睐之光计划就不存在了。2016年3月22日，众筹取消，截至此时，项目共从134人中筹集了3303美元，不及40000美元的目标。
2018年4月9日，《脑叶公司》正式版在Steam发行于Microsoft Windows平台。

## 续作
2020年5月15日，续作《废墟图书馆》的抢先体验版本在Steam发布于Microsoft Windows平台。2021年8月11日，《废墟图书馆》在Windows和Xbox One上正式发行。

## 评价
来自Oak Forest High School的Jade Roth认为，《脑叶公司》有许多有趣的故事和细节，并表示这些故事藏在游戏深处，需要亲自去尝试。
Rock, Paper, Shotgun的Alec Meer认为，《脑叶公司》具有“不必要的复杂和重复”，并批评在18个月的抢先体验后，游戏的英语本地化仍然不佳。
2023年1月23日，据Project Moon官方推特，《脑叶公司》销量已突破100万份。

## 影响
“햄햄팡팡”是Project Moon成立的主题餐厅，主要与Project Moon开发的三部同世界观游戏有关。